# Slag in de Javazee
De (Eerste) Slag in de Javazee (27 februari 1942) was een mislukte poging van een geallieerd eskader onder commando van de Nederlandse schout-bij-nacht Karel Doorman om in de Javazee een Japanse invasievloot met troepen voor de aanval op Java tegen te houden. De Combined Striking Force, bestond uit 14 Nederlandse, Amerikaanse, Britse en Australische marineschepen die in de wateren van Nederlands-Indië opereerden, vooral kruisers en torpedobootjagers.
Het was de laatste grote slag die de Japanners in de wateren rond Nederlands-Oost-Indië voerden met de geallieerden bij hun aanval op de Europese koloniën en waarmee zij hun heerschappij over geheel Oost-Azië bezegelden. De slag maakte bovendien een daadwerkelijk einde aan de zelfstandig opererende oppervlaktevloot van de Koninklijke Marine voor de duur van de oorlog. Nederland verloor bij deze slag de kruisers Hr.Ms. De Ruyter en Hr.Ms. Java en de torpedobootjager Hr.Ms. Kortenaer en ruim 900 opvarenden, onder wie schout-bij-nacht Karel Doorman. De totale slag kostte 2300 marinemannen het leven.

## Deelnemers
| Geallieerd eskader zware kruisers - HMS Exeter - USS Houston lichte kruisers - Hr Ms. De Ruyter - Hr.Ms. Java - HMAS Perth torpedobootjagers - HMS Electra - HMS Encounter - HMS Jupiter - Hr.Ms. Kortenaer - Hr.Ms. Witte de With - USS Alden - USS John D. Edwards - USS John D. Ford - USS Paul Jones | Japans eskader zware kruisers - Nachi - Haguro lichte kruisers - Naka - Jintsu torpedobootjagers - Yūdachi - Samidare - Murasame - Harusame - Minegumo - Asagumo - Yukikaze - Tokitsukaze - Amatsukaze - Hatsukaze - Yamakaze - Kawakaze - Sazanami - Ushio |

Het Japanse konvooi werd onder andere geëscorteerd door torpedobootjagers onder bevel van schout-bij-nacht Shoji Nishimura. De Japanse zware kruisers waren veel sterker dan de geallieerde, en voorzien van superieure bewapening.

## Krachtsverhouding
Hoewel lang werd gedacht dat de Japanners veel sterker waren – tot het eind van de oorlog was men er zelfs van overtuigd dat er aan Japanse kant slagschepen deelnamen aan de strijd – is later gebleken dat beide partijen elkaar niet veel ontliepen in numerieke sterkte. Wel hadden de Japanners een aantal belangrijke voordelen. Allereerst waren hun bemanningen redelijk uitgerust, waar de geallieerden leden onder slaapgebrek door de vele patrouilles in de voorgaande dagen. Tevens hadden zij tijdens een deel van de slag de beschikking over luchtverkenning en waren doorgaans vrij goed op de hoogte van de bewegingen van het geallieerd eskader. Doorman had zelf zijn juist voor de verkenning bedoelde boordvliegtuigen achtergelaten. Wel was er een geallieerde luchtdekking van meer dan 10 jachtvliegtuigen boven het eskader aanwezig. Door Doorman werd daar echter op geschoten. Dit terwijl Batavia hem juist had geseind dat de jachtvliegtuigen waren gestuurd ter dekking van zijn eskader, maar dit was hem onbekend. De geallieerden waren evenmin in staat geweest om samen te oefenen en gezamenlijk tactische en verbindingsvoorschriften op te stellen, waardoor het collectief optreden zeer moeilijk verliep. De Japanners beschikten bovendien over langeafstandstorpedo's, waarvan de geallieerden geen weet hadden. Het waren dergelijke torpedo's die de Nederlandse kruisers Java en De Ruyter tot zinken brachten.

### Vuurkracht

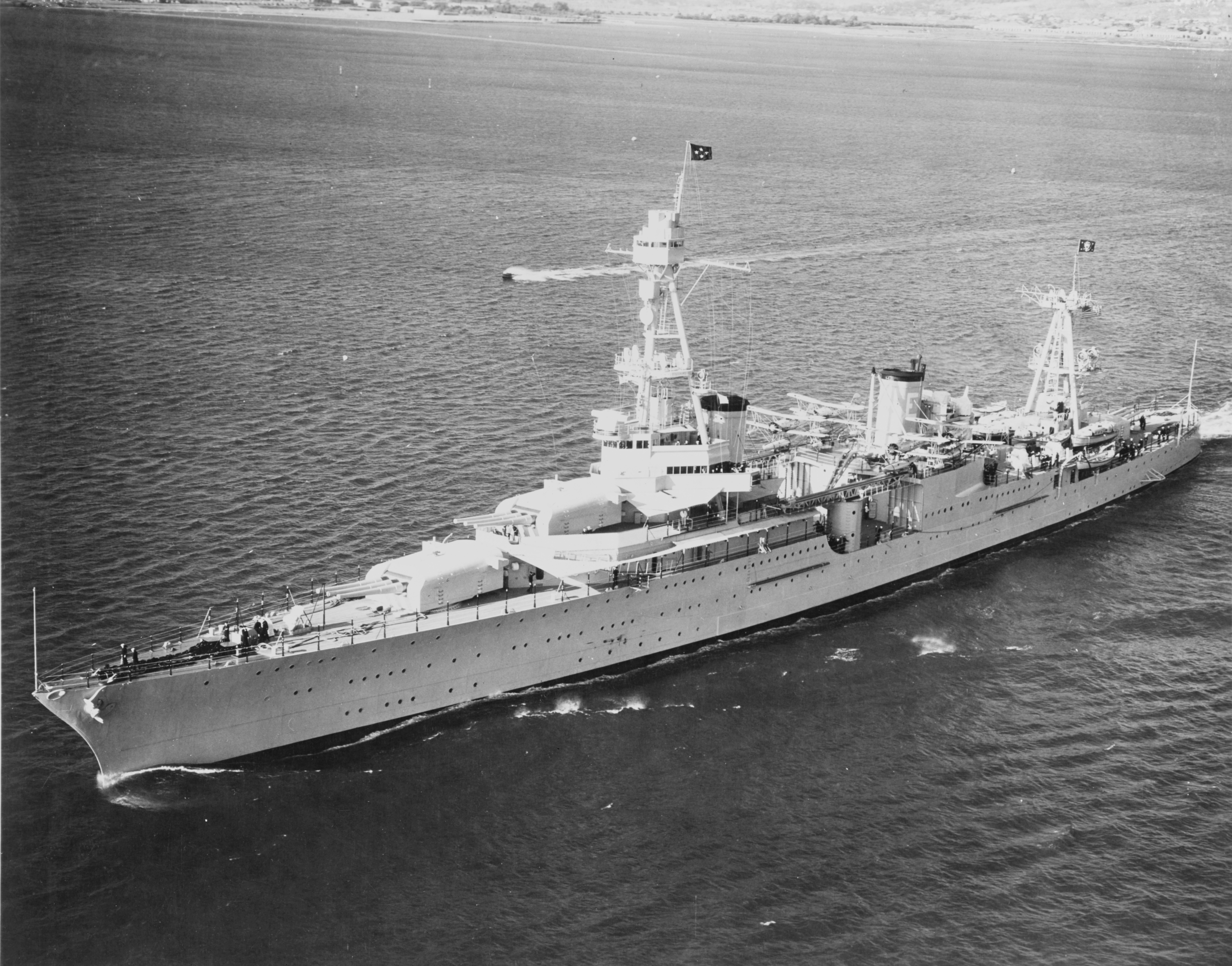
USS Houston beschikte over 9 kanonnen van 200 mm

De Japanners beschikten over een veel grotere vuurkracht dan de geallieerden. Niet alleen konden zij grotere en zwaardere granaten op hun vijand afvuren, deze droegen ook verder, zodat de Japanse schepen aanzienlijk minder kwetsbaar waren dan de geallieerde.
Hr.Ms. De Ruyter, bijvoorbeeld, beschikte als grootste wapens over 7 kanonnen van 150 mm – de kruiser die hem vernietigde, de Haguro, bezat 10 kanonnen van 200 mm, evenals de andere deelnemende Japanse kruiser, zijn zusterschip de Nachi. De Hr.Ms. Java had eveneens 10 kanonnen van 150 mm en werd ook vernietigd. De Amerikaanse kruiser USS Houston was het zwaarst bewapend van het eskader en beschikte over 9 kanonnen van 200 mm. De zwaarste Australische kruiser bij deze slag, de HMAS Perth, beschikte over 8 kanonnen van 150 mm. De Britse HMS Exeter beschikte over kanonnen van 200 mm. Alle geallieerde schepen hadden bovendien een maximale bepantsering van 75 mm, tegen de Haguro en de Nachi 100 mm.
De Japanners brachten bovendien 19 aanvalsschepen, waaronder twee zware kruisers met superieure vuurkracht en een in de strijd, tegen een verdedigend eskader van 14 schepen, waaronder geen enkel schip met vergelijkbare vuurkracht of verdediging.

## Eerste slachtoffers

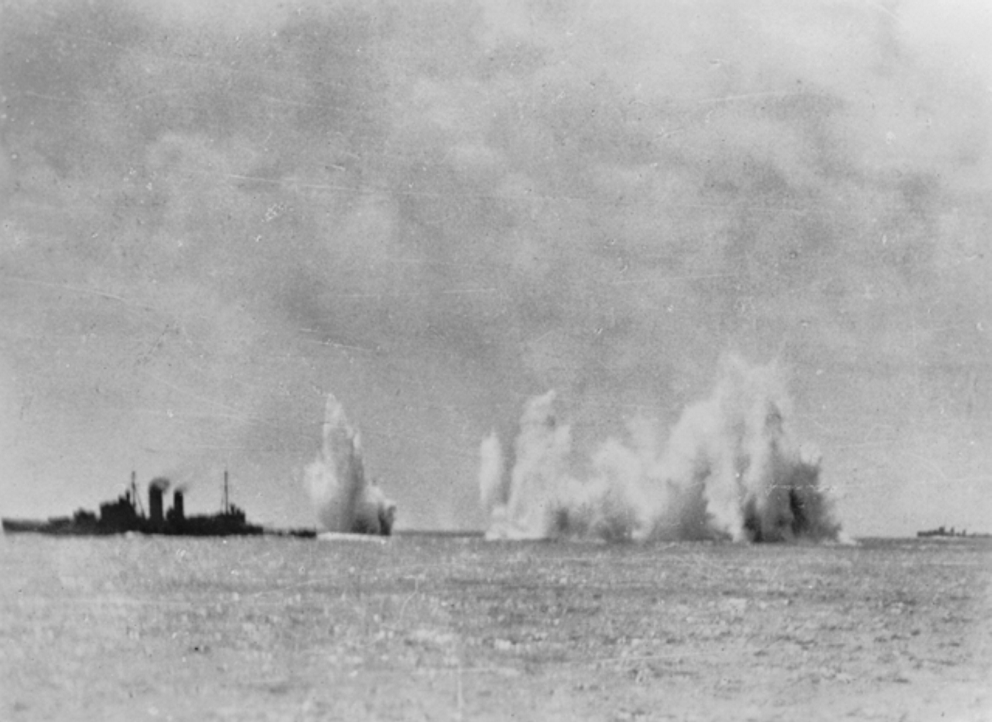
HMS Exeter ligt onder vuur

Tijdens de eerste ontmoeting met de Japanners werden de Nederlandse torpedobootjager Kortenaer en de Britse torpedobootjager Electra tot zinken gebracht. De Britse kruiser Exeter raakte zwaar beschadigd en moest onder escorte van de Nederlandse torpedobootjager Witte de With naar Soerabaja terugkeren.
In de avonduren werden de geallieerde zeestrijdkrachten verder verzwakt toen Amerikaanse torpedobootjagers terugkeerden naar de marinebasis om brandstof en munitie te laden. Een Britse torpedobootjager, HMS Jupiter, ging ten onder toen zij op een eigen zeemijn liep, terwijl de overgebleven jager, HMS Encounter, bevolen werd om terug te keren naar Soerabaja na de overlevenden van de tot zinken gebrachte Kortenaer te hebben opgepikt. Nadat Doorman de vier overgebleven kruisers weer op linie had gebracht met zijn bericht All ships - follow me (later geromantiseerd tot Ik val aan, volgt mij!), werd de zoektocht naar de Japanse invasievloot voortgezet.
Even voor middernacht ontmoette de vloot twee Japanse kruisers, die de kruiser De Ruyter en de kruiser Java tot zinken brachten. De bevelhebber van de Combined Striking Force, Karel Doorman, voerde zijn commando vanaf Hr.Ms. De Ruyter, en heeft met onder meer de commandant Lacomblé en zijn chef-staf de Gelder de strijd niet overleefd. HMAS Perth en de Amerikaanse kruiser Houston konden ontsnappen, en zetten koers naar Tandjong Priok.
Bij een poging om in de nacht van 28 februari op 1 maart 1942 uit de Javazee te ontsnappen stuitten HMAS Perth en de USS Houston in de Baai van Bantam op de invasievloot. De vloot lag daar voor anker om troepen aan wal te zetten. In de Slag in de Straat van Soenda die volgde, werden de geallieerde schepen na ruim een uur door torpedo's tot zinken gebracht.
Op 1 maart 1942 werden ook HMS Exeter en de twee geallieerde torpedojagers in de Javazee onderschept, bij een poging om naar Colombo uit te wijken. Japanse vliegtuigen, zware kruisers en torpedojagers brachten de drie schepen met artillerievuur, torpedo's en bommen tot zinken.

## Gevolgen
De pogingen om de landing van Japanse troepen op Java te verhinderen waren mislukt. De geallieerden hadden met hun ter beschikking staande zeestrijdkrachten geen kans gekregen om de Japanners te onderscheppen. Voor een groot deel was dit het gevolg van onvoldoende luchtsteun. In de zeeslag in de Javazee sneuvelden ruim 1000 man aan geallieerde zijde, waaronder ongeveer 900 Nederlanders, terwijl de Japanners ongeveer tien man verloren. Op 1 maart volgde nog de Tweede Slag in de Javazee. Rekent men de verliezen op 1 maart ook mee, dan bedraagt het aantal gesneuvelden ruim 2000. De hoge verliezen aan Nederlandse zijde waren vooral te wijten aan de ontploffing van de munitie wanneer hun schepen vergingen. Bovendien waren de bemanningen doodop door de voortdurende wekenlange strijd op zee.
Van 28 februari tot 1 maart 1942 landden de Japanse troepen vrijwel ongestoord op vier plaatsen langs de noordkust van Java. Op 8 maart gaven de geallieerde troepen in Nederlands-Indië zich over. Ze werden als krijgsgevangenen naar Jappenkampen gezonden. Ook Europese burgers werden opgesloten. Indonesische vrijheidsstrijders werden juist vrijgelaten, en Indonesische en Japanse burgers werden op strategische posten geplaatst. De Japanse bezetting van Nederlands-Indië was begonnen.

## Nagedachtenis

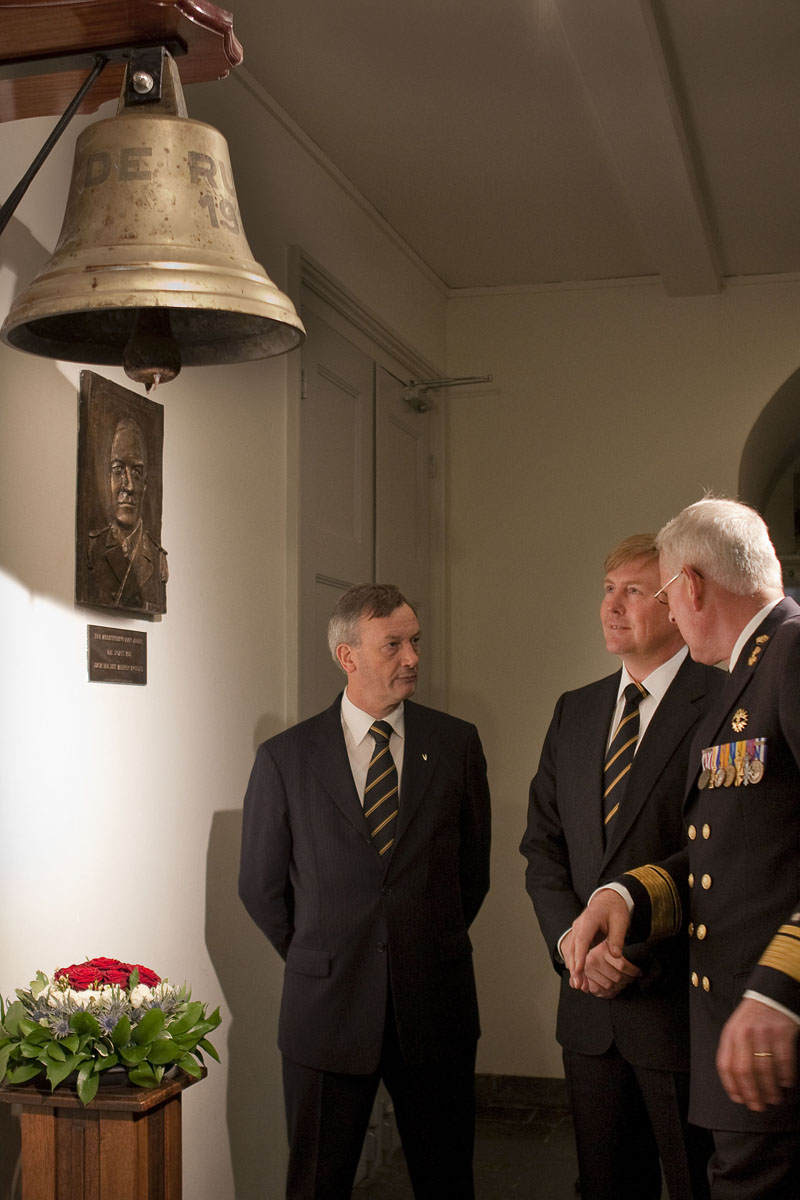
Toentertijd nog Prins Willem-Alexander bij de plaquette van Karel Doorman in de Kloosterkerk tijdens de herdenking in 2012

De omgekomen commandant van de USS Houston, Albert Harold Rooks en Edward Parker, commandant van de 59e Divisie torpedobootjagers van de Amerikaanse marine, werden, net als Karel Doorman, voor hun moed, beleid en trouw in de Militaire Willems-Orde opgenomen.
Naar Karel Doorman zijn bij de Koninklijke Marine in de afgelopen jaren vier schepen genoemd: de enige twee vliegdekschepen die Nederland ooit heeft gehad en de naamgever van de Karel Doormanklasse fregatten. Bij de 70-jarige herdenking van de Slag in de Javazee in 2012 kondigde de commandant zeestrijdkrachten viceadmiraal Borsboom aan dat het toekomstige joint support ship van de marine ook Doormans naam gaat dragen.
De scheepswrakken van drie kruisers en de Hr.Ms. Kortenaer werden in 2002 door amateurduikers ontdekt in de buurt van het eiland Bawean. De Hr.Ms. De Ruyter lag op 69 meter diepte. De wrakken lagen op ongeveer 100 kilometer vanaf de kust van Java. De drie scheepswrakken bleken in 2016, bij de voorbereiding van een herdenking in 2017, verdwenen te zijn. Waarschijnlijk zijn de schepen illegaal geborgen om het schroot ervan te verkopen. Eerder, in 2013, bleek een Nederlandse onderzeeboot, de O-16, ook verdwenen. Deze boot lag voor de kust van Maleisië.

## Monument
Ter nagedachtenis aan de slachtoffers die vielen in deze strijd aan Nederlandse zijde, is op 7 mei 1954 het Karel Doorman-monument onthuld op het Ereveld Kembang Kuning te Surabaya. Op initiatief van de Oorlogsgravenstichting zijn in 2006 aan de achterkant van het monument bronzen platen aangebracht met de personalia van 915 marinemannen die op zee omkwamen ten gevolge van het door de Japanse strijdkrachten tot zinken brengen van de schepen Hr.Ms. Kortenaer, Hr.Ms. Java en Hr.Ms. De Ruyter.